# Stella Polaris
| Recensione | Giudizio |
| ---------- | -------- |
| KaaosZine  |          |

Stella Polaris è il sesto album in studio della one man band black metal finlandese Goatmoon, pubblicato il 24 febbraio 2017.
La canzone Wolf Night è una versione ri-registrata della prima versione demo del gruppo.
Sami Elamaa su KaaosZine ha dato all'album una votazione di 8.5/10. Ha descritto l'album come una "colonna sonora epica" per un approccio equilibrato, atmosferico e di facile accesso.

## Tracce
1. Intro - 0:49 (musica: M.P.)
2. Stella Polaris - 4:17 (testo: Devamitra - musica: Blackgoat)
3. Rock the Nations - 5:50 (Blackgoat)
4. Wolf Night - 1:34 (Blackgoat)
5. Sonderkommando Nord - 4:56 (musica: Sacarth)
6. Warrior - 4:14 (testo: Devamitra - musica: Blackgoat)
7. Conqueror - 4:18 (testo: Devamitra - musica: Blackgoat)
8. Overlord - 4:25 (testo: Devamitra - musica: Blackgoat, M.P.)
9. Palavien Ali-Ihmisten Löyhka - 3:56 (testo: Mentor - musica: Avenger)

## Formazione
- Blackgoat Gravedesecrator - voce

### Altri musicisti
- Sacarth - chitarra elettrica
- Avenger - chitarra acustica ed elettrica, batteria, percussioni
- Stormheit - basso, recitazione
- M.P. - tastiere
- Sfratt - fischietto, flauti